# إيرل كليمنتس
إيرل كليمنتس (بالإنجليزية: Earle C. Clements) هو قاضي وفلاح وسياسي أمريكي، ولد في 22 أكتوبر 1896 في مورغانفيلد في الولايات المتحدة، وتوفي بنفس المكان في 12 مارس 1985. حزبياً، نشط في الحزب الديمقراطي.

## مناصب
- انتخب مستشار (1961 – 1963).
- انتخب مفوض [الإنجليزية]‏ (1960 – ).
- انتخب مدير (1957 – 1959).
- انتخب Whip (politics) [الإنجليزية]‏ (1953 – 1957).
- انتخب عضو مجلس ولاية كنتاكي (1942 – 1944).
- انتخب قاضي (1934 – 1941).
- انتخب شريف (1926 – 1933).
- انتخب حاكم كنتاكي [الإنجليزية]‏ (9 ديسمبر 1947 – 27 نوفمبر 1950).
- انتخب عضو مجلس النواب الأمريكي.
- انتخب عضو مجلس الشيوخ الأمريكي.